# Пентасвинецтрибарий
Пентасвинецтрибарий — бинарное неорганическое соединение
свинца и бария
с формулой Ba3Pb5,
кристаллы.

## Получение
- Сплавление стехиометрических количеств чистых веществ:

{\displaystyle {\mathsf {5Pb+3Ba\ {\xrightarrow {726^{o}C}}\ Ba_{3}Pb_{5}}}}

## Физические свойства
Пентасвинецтрибарий образует кристаллы
ромбической сингонии, пространственная группа C mcm, параметры ячейки a = 1,1148 нм, b = 0,9049 нм, c = 1,1368 нм, Z = 4,
структура типа пентапалладийтриплутония Pu3Pd5
.
Соединение образуется по перитектической реакции при температуре 726°C